# Wasserliesch
Wasserliesch település Németországban, Rajna-vidék-Pfalz tartományban. Lakosainak száma 2277 fő (2023. december 31.).

## Népesség
A település népességének változása:
| Lakosok száma | 1830 | 2237 | 2222 | 2255 | 2222 | 2277 |
|               | 1975 | 2017 | 2019 | 2021 | 2022 | 2023 |